# The Feelies
The Feelies is een Amerikaanse rockband. Ze kwamen in 1976 voor het eerst bijeen en gingen in 1992 uit elkaar, na 4 langspeelplaten te hebben uitgebracht. In 2008 kwamen ze opnieuw bij elkaar. Ze onderscheidden zich van veel andere punk- en new wave-bands van eind jaren 70 en begin jaren 80 doordat ze veel met soundscape werkten.
The Feelies traden geregeld op in muziekclub Maxwell's in Hoboken. Hun albums zijn nooit in zeer grote hoeveelheden verkocht, maar desondanks heeft hun muziek toch duidelijk invloed gehad op het indie-genre. Zo verklaarde R.E.M. bijvoorbeeld dat het eerste album van The Feelies, Crazy Rhythms (Stiff Records, 1980) grote invloed had gehad op hun eigen muziek. Ook Rick Moody, de schrijver van onder meer Garden State, noemt de band als een van zijn bronnen van inspiratie. Op hun beurt zijn The Feelies vooral geïnspireerd door the Stooges, The Velvet Underground en Lou Reed.
De naam The Feelies is afgeleid van een fictieve vorm van vermaak uit het boek Brave New World van Aldous Huxley .

## Albums
- Crazy Rhythms (1980)
- The Good Earth (1986)
- No One Knows (1986)
- Only Life (1988)
- Time for a Witness (1991)
- Here Before (2011)
- In Between (2017)